# آریپرت یکم

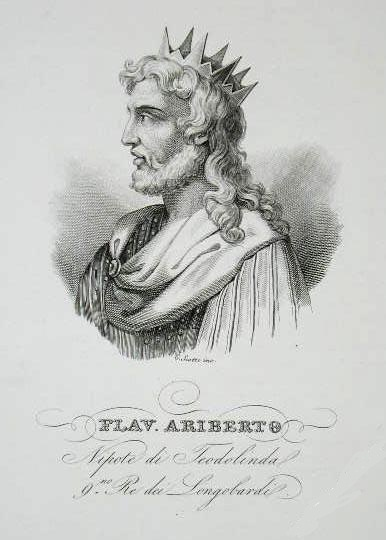
آریپرت یکم

آریپرت یکم (به انگلیسی: Aripert I) پادشاه لمباردها در ایتالیا از ۶۵۳ تا ۶۶۱ میلادی بود او فرزند گوندالد دوک آستی بود گونداد برادر تئودلیندا بود و با وی با عبور از کوه های آلپ از باواریا به ایتالیا آمده بود با توجه به نسب باواریایی او به او باواریایی گفته می شد او نخستین پادشاه لمبارد بود که به مذهب مسیحیت خلقیدونی اعتقاد داشت و بعد از رودوالد او تغییر دیگری در مذهب لمبارد ها داد او پادشاه جنگجویی نبود و بیشتر به خاطر فعالیت های کلیسایی و ساخت کلیسا ها از وی یاد می شود وی مذهب کاتولیک را در کل قلمرو لومباردها گسترش داد و کلیسای منجی را در پاویا ) ، (پایتختش) بنا کردوی پادشاهی را در وضعیت صلح آمیز رها کرد و از اشراف خواست تا دو پسرش ، پرکتاریت و گودپرت را به طور مشترک به پادشاهی برگزینند ، آنها نیز چنین کردند و پس از وی پسرانش به پادشاهی رسیدند.